# Nyamagana (Distrikt)
Nyamagana (auch Mwanza Municipal oder Mwanza City genannt) ist ein Distrikt der Region Mwanza in Tansania. Der Distrikt grenzt im Norden an den Distrikt Ilemela, im Osten an den Distrikt Magu, im Süden an den Distrikt Misungwi, im Westen grenzt er an den Victoriasee.

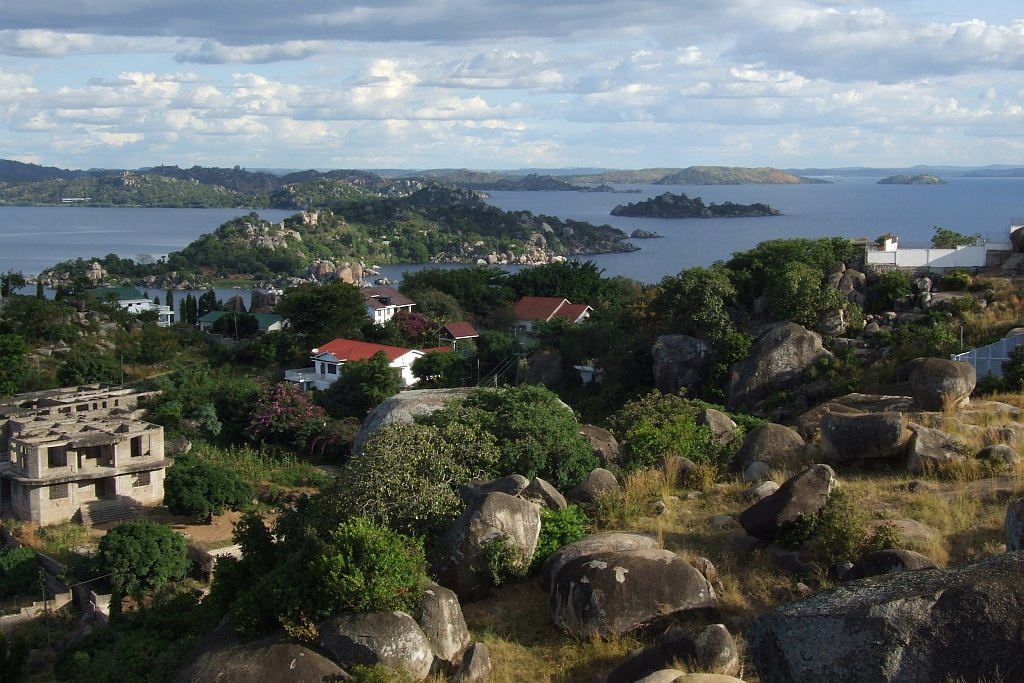
Blick über Mwanza auf den Victoriasee.

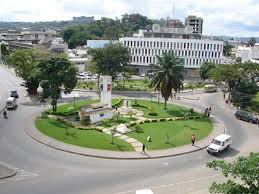
Das Stadtzentrum in Mwanza.

## Geographie
Nyamagana hat eine Fläche von 1069 Quadratkilometer. Davon entfallen mehr als drei Viertel auf den Victoriasee, Landfläche sind nur 252 Quadratkilometer. Die Einwohnerzahl beträgt 594.834 Personen (Volkszählung 2022). Der Distrikt umfasst die Stadt Mwanza mit dem umliegenden Land und liegt etwa 1140 Meter über dem Meer. Das Gebiet ist sanft hügelig mit isolierten Felsinseln. Das Klima ist tropisch, Aw nach der effektiven Klimaklassifikation. Die durchschnittlich 700 bis 1000 Millimeter Regen im Jahr fallen überwiegend in den Monaten Oktober bis Mai, die Zeit von August bis September ist sehr trocken. Die Durchschnittstemperatur liegt bei 23 Grad Celsius.

## Verwaltungsgliederung
Der Distrikt ist in 18 Bezirke (Wards) gegliedert:
- Buhongwa
- Butimba
- Igogo
- Igoma
- Isamilo
- Kishili
- Luchelele
- Lwanhima
- Mabatini
- Mahina
- Mbugani
- Mhandu
- Mikuyuni
- Mirongo
- Mkolani
- Nyamagana
- Nyegezi
- Pamba

## Bevölkerung
Die größten ethnischen Gruppen im Distrikt sind die Sukuma, Zinza, Kerewe, Kara, Haya und die Kurya. Die Einwohnerzahl betrug 221.209 im Jahr 1988 und 209.806 bei der Volkszählung 2002. Dann stieg sie um jährlich 5,5 Prozent auf 363.452 im Jahr 2012. Das starke Wachstum beruht sowohl auf einer hohen Geburtenrate als auch auf Zuwanderung. Tagsüber steigt die Personenanzahl durch Einpendeln aus der Umgebung auf 800.000 Menschen. Bei der Volkszählung 2022 lebten 594.834 Menschen in 153.226 Haushalten.
Bevölkerungswachstum:
| Volkszählung | Einwohner |
| ------------ | --------- |
| 1988         | 109.985   |
| 2002         | 209.806   |
| 2012         | 363.452   |
| 2022         | 594.834   |

## Einrichtungen und Dienstleistungen
- Bildung: Im Distrikt befinden sich 73 staatliche und 35 private Grundschulen. Im Jahr 2017 wurden in den öffentlichen Grundschulen rund 120.000 Schüler von 1853 Lehrern unterrichtet, das entspricht einem Lehrer-Schülerverhältnis von 1:65. Auf je drei Schüler kommt ein Schreibtisch, was sich mit dem nationalen Standard deckt. Weiterführende Schulen gibt es 57, davon werden 30 staatlich und 27 privat betrieben. Die rund 36.000 Schülern wurden von 1470 Lehrern unterrichtet, also einem Lehrer für 25 Schüler. Rund die Hälfte der Schüler waren Mädchen.[10]
- Gesundheit: Für die medizinische Betreuung der Bevölkerung gibt es acht Spitäler, dreizehn Gesundheitszentren und 43 Apotheken.[11]
- Wasser: Die Versorgung mit sauberem und sicherem Wasser stieg von 42 Prozent im Jahr 2010 auf  61 Prozent im Jahr 2017.[12]

| In Nyamagana gibt es wegen des städtischen Charakters deutlich mehr Angestellte und Selbständige im nicht landwirtschaftlichen Bereich als in den anderen Distrikten der Region. Von den Beschäftigten waren elf Prozent in der Produktion, dreißig Prozent im Handel und sechs Prozent mit gastgewerblichen Dienstleistungen beschäftigt (Stand 2012). Neunzig Prozent der Einnahmen des Distriktes stammen aus den Bereichen Serviceabgaben, Grundsteuer, Gewerbescheine, Genehmigungen für Werbetafeln, Parkgebühren und Marktgebühren. | Hier fehlt eine Grafik, die leider im Moment aus technischen Gründen nicht angezeigt werden kann. Wir arbeiten daran! | Hier fehlt eine Grafik, die leider im Moment aus technischen Gründen nicht angezeigt werden kann. Wir arbeiten daran! |
| | Distrikt | Region |

- Landwirtschaft: Wegen ihrer bäuerlichen Abstammung und zur Deckung der hohen Lebenshaltungskosten bauen rund 17 Prozent der Stadtbewohner Mais, Reis, Süßkartoffeln und Maniok zur eigenen Versorgung an.[15][16]

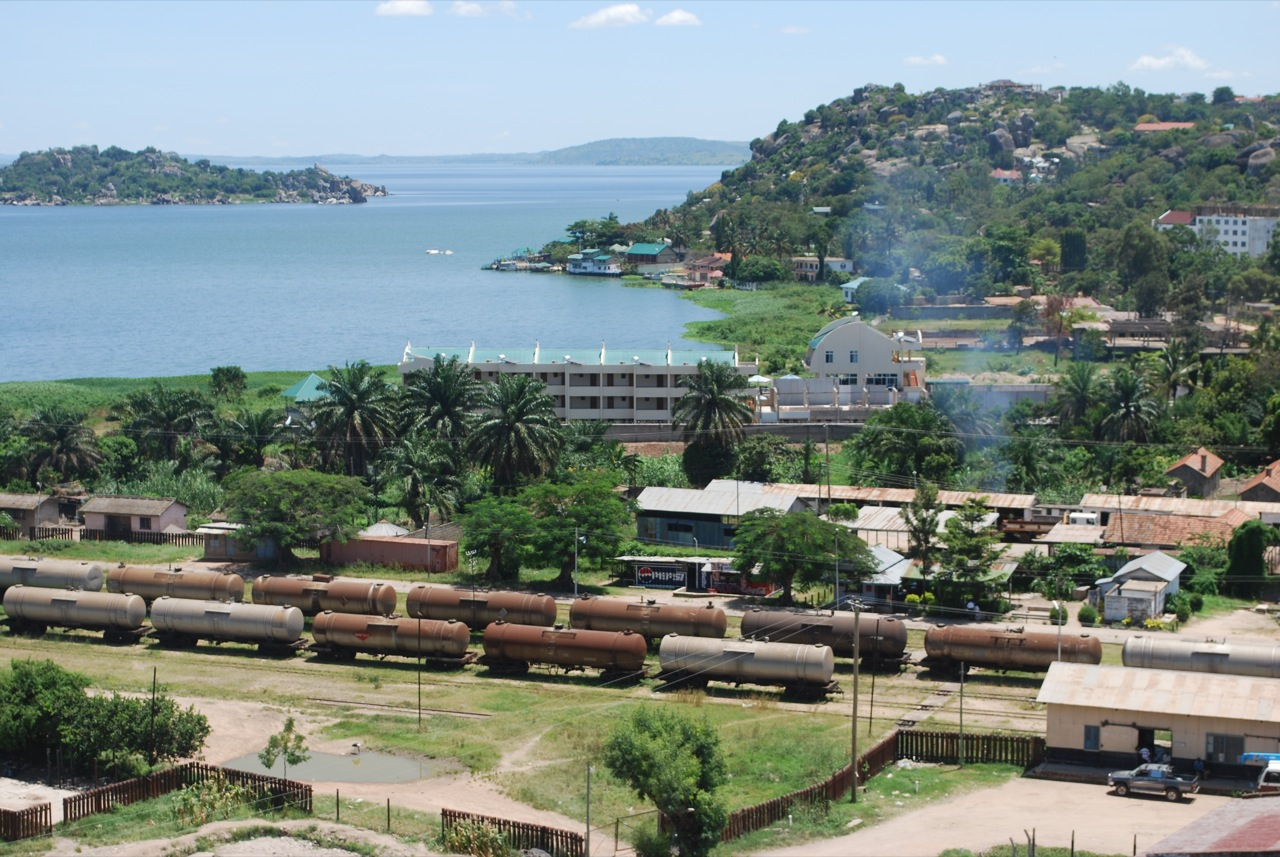
Der Bahnhof in Mwanza.

- Eisenbahn: Die Stadt ist die Endstation des nördlichen Astes der Tanzania Railways.[17]
- Flughafen: Der Flughafen Mwanza wird von den Fluglinien Air Tanzania, Precision Air, Auric Air und Coastal Travel angeflogen und bietet Verbindungen nach Daressalam, Kilimandscharo, Bukoba, Kahama, Dodoma und Nairobi (Stands 2020).[18]
- Straßen: Von Mwanza führt eine asphaltierte Nationalstraße nach Süden nach Shinyanga sowie eine ebenfalls asphaltierte Nationalstraße den Victoriasee entlang nach Osten und weiter nach Kenia.[19]

## Politik
Die administrative Führung obliegt dem Stadtrat unter der Führung des Bürgermeisters. Die Umsetzung im Tagesgeschäft leitet der Stadtdirektor mit seinen Abteilungsleitern.

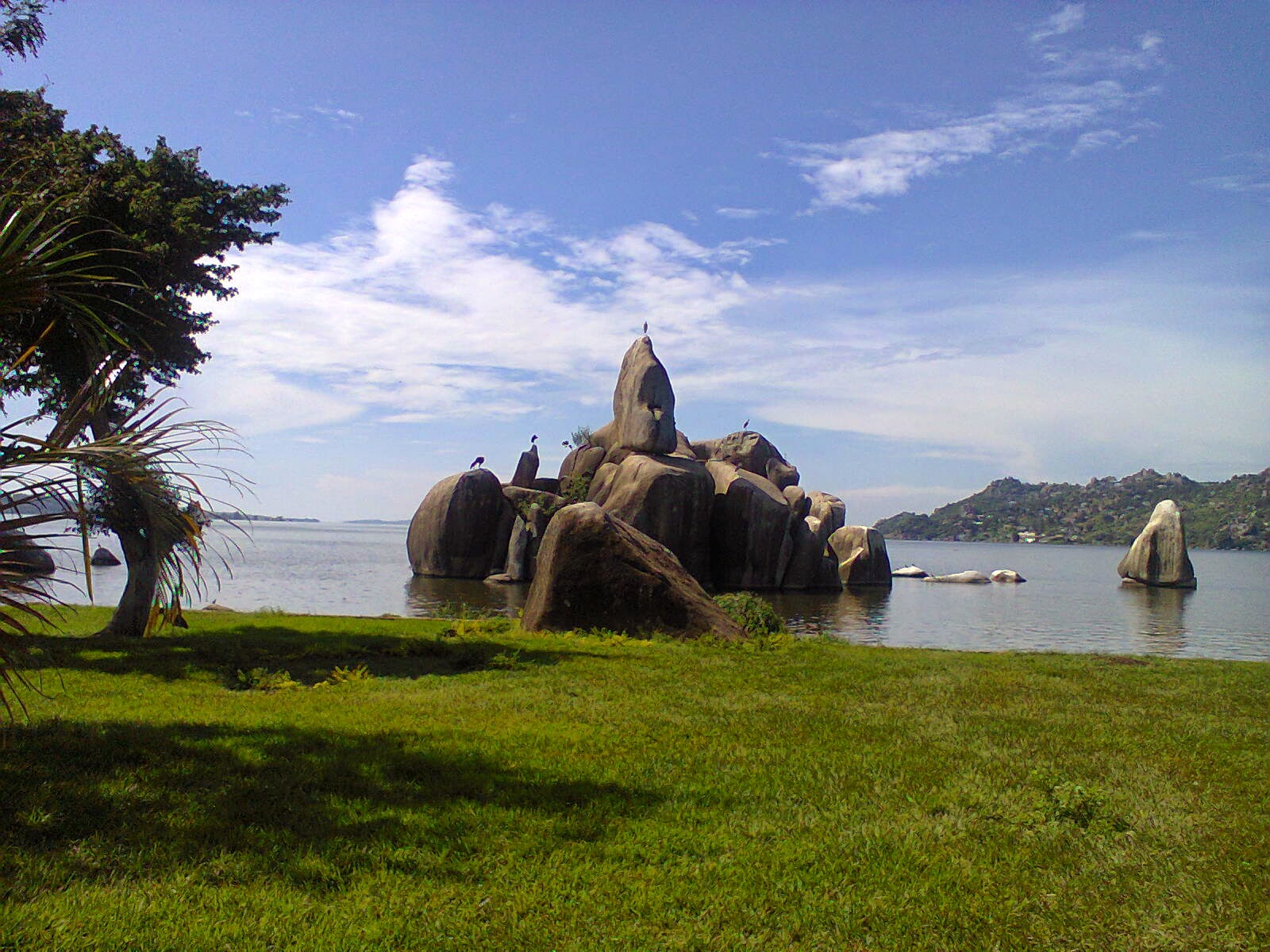
Die Bismarck-Felsformation.

## Sehenswürdigkeiten
- Felsformationen: Rund um Mwanza findet man Granit-Felsformationen, eine der bekanntesten ist der Bismarck-Fels im Victoriasee.[22]
- Saanane-Nationalpark: Dieser kleine Nationalpark umfasst das Gebiet um die Insel Saanane. Sie liegt nur zwei Kilometer vom Stadtzentrum Mwanza entfernt im Victoriasee. Neben Affen, Zebras und Impalas findet man über vierzig Vogelarten im Park.[23]